# Cristian Malmagro
Cristian Malmagro Viaña, né le 11 mars 1983 à Granollers, est un handballeur espagnol.

## Palmarès

### En équipe d'Espagne
- Médaille de bronze aux Jeux olympiques de 2008 à Pékin,  Chine
- 6e place au Championnat d'Europe 2010

### Distinction personnelle
- Élu meilleur joueur et arrière droit du Championnat d'Espagne en 2008[3]

### En club
- Championnat du Danemark : 2011, 2012
- Coupe du Danemark : 2011
- Coupe de France : 2013
- Championnat de Roumanie : 2015
- Coupe de Roumanie : 2015